# Perlenbach (Schwesnitz)

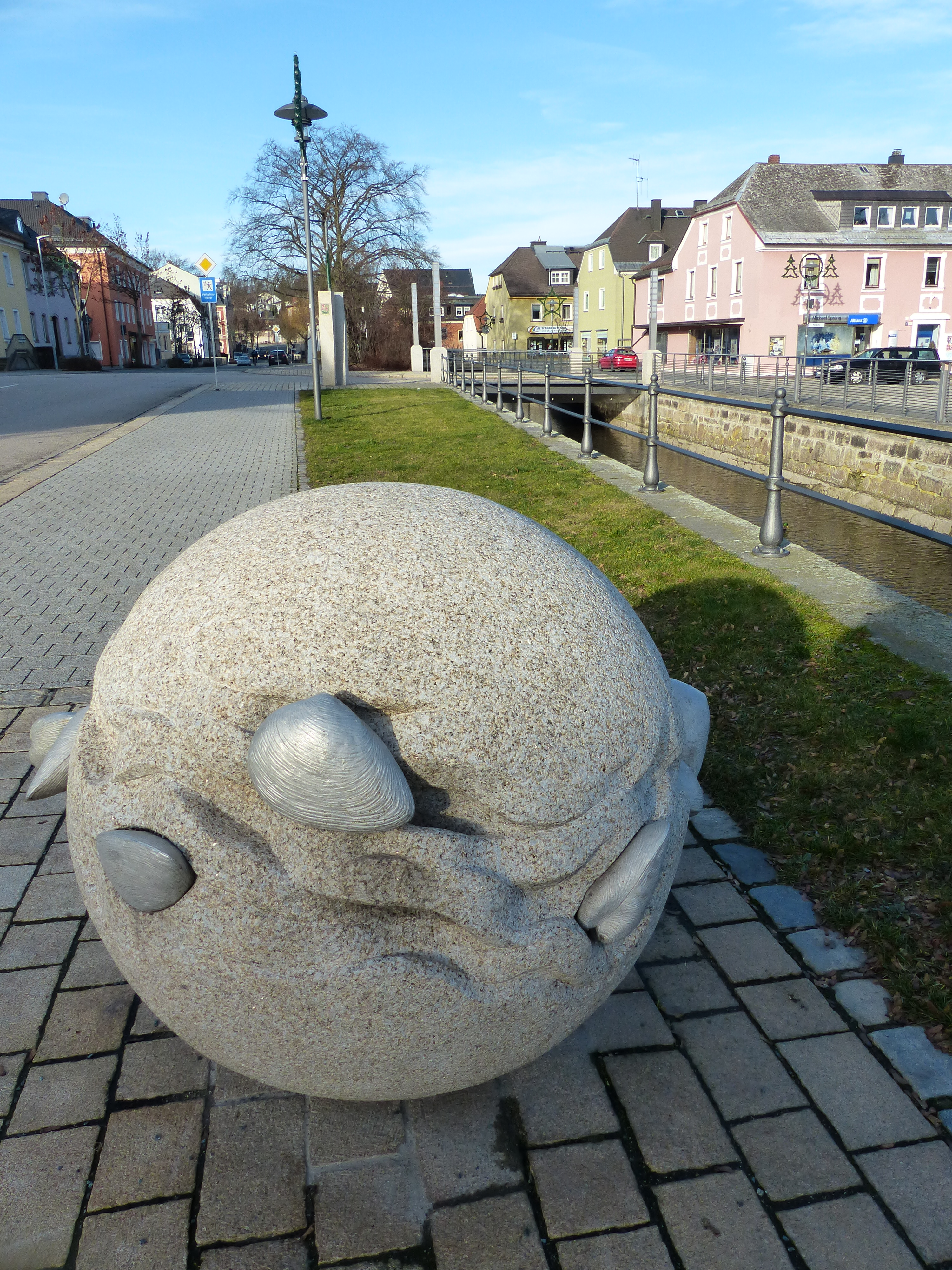
Flussperlmuschel am Perlenbach, Werk von Günther Mauermann am Maxplatz in Rehau

Der Perlenbach ist der linke, längere Quellbach der Schwesnitz in Oberfranken.
Er entsteht bei Schönwald-Reichenbach aus den beiden an der tschechischen Grenze entspringenden Bächen Lohbach/Hraniční potok (Quelle beim Haltepunkt Štítary 50° 13′ 35″ N, 12° 9′ 34″ O, ca. 630 m ü. NN) und Lauterbach (Quelle beim Weiler Prexhäuser (zu Selb) 50° 12′ 57″ N, 12° 9′ 40″ O, ca. 635 m ü. NN), sowie dem Stockbach, dessen Lauf am östlichen Stadtrand von Schönwald beginnt (50° 11′ 55″ N, 12° 5′ 55″ O, ca. 600 m ü. NN). Das Perlenbachtal verläuft in nordwestlicher Richtung bis Rehau, wo sich Perlenbach und Höllbach zur Schwesnitz vereinigen. Weitere kleinere Zuflüsse sind das Hussitenbächlein, der Mähringsbach, der Bocksbach und der Potrasbach.
1412 wurde der Bach als „Gryna“ und später als „Grünau“ bezeichnet. Seinen Namen bekam er von dem ursprünglich reichen Vorkommen der Flussperlmuschel. Zur Namensänderung existiert eine Sage mit einem Perlenfund. Zwischen 1733 und 1952 wurden dort von amtlich bestellten Perlinspektoren mit Sitz im Perlenhaus Muscheln gefischt und Perlen gesucht. Dies war zunächst markgräfliches und später königlich bayerisches Privileg. Heute ist die Perlmuschel auch dort fast ausgestorben.